# Pleopode

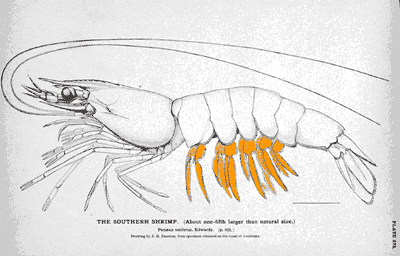
Pleopoden einer Garnele

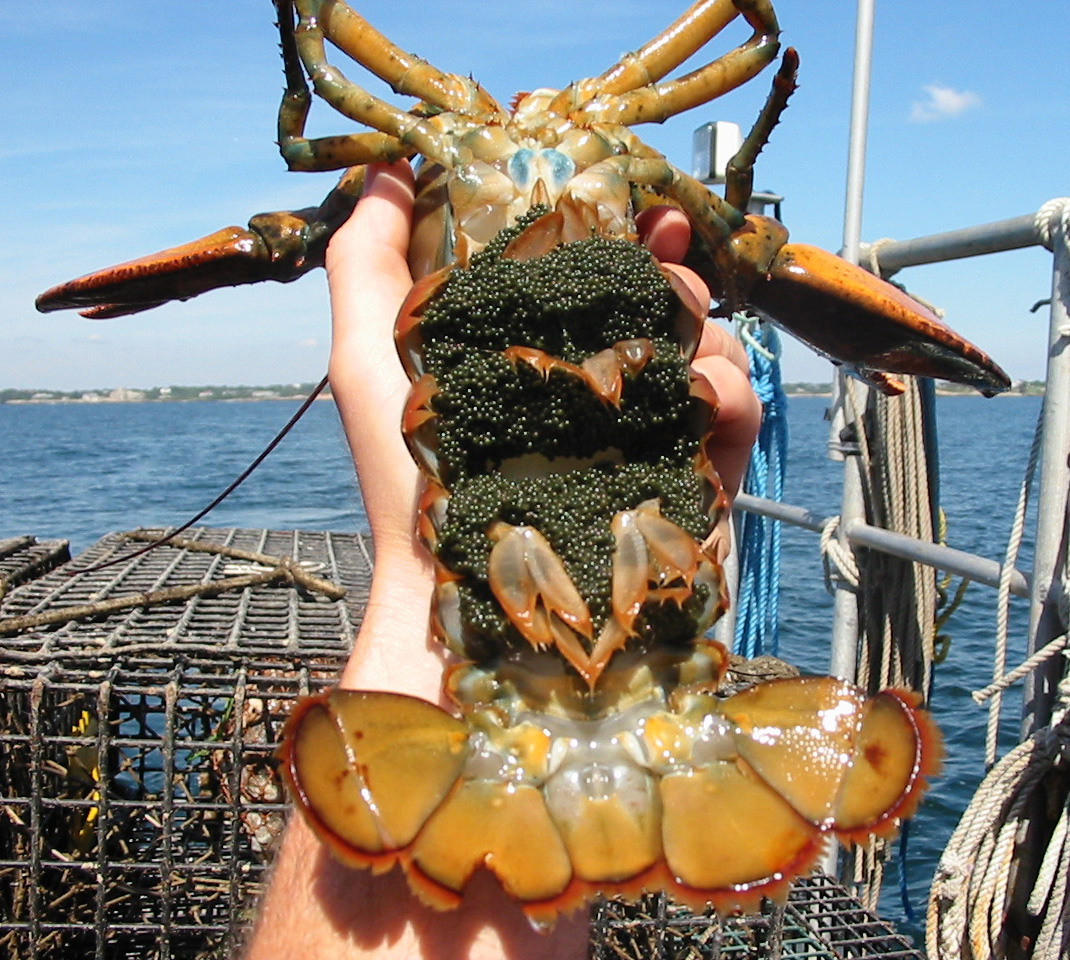
An den Pleopoden befestigte Eier beim Amerikanischen Hummer

Als Pleopoden, Abdominalbeinpaare oder Schwimmfüße, auch Schwimmbeine (engl.: swimmerets) genannt, bezeichnet man die ersten fünf Gliedmaßenpaare der abdominalen Segmente bei Höheren Krebsen.
In der Regel sind Pleopoden Spaltbeine und somit in Exopodit und Endopodit (Außenast und Innenast) gegliedert, die meist ähnlich gebaut sind. Sie sind griffelförmig, abgeflacht oder blattförmig und können Borsten besitzen. Ursprünglich sind die Pleopoden Schwimmorgane und sind deshalb bei schwimmenden Krebsen, etwa bei Garnelen, gut ausgebildet. Bei Krebsen des Benthos bzw. Landkrebsen, die sich mittels Schreitbeinen laufend bewegen, können Pleopoden zurückgebildet sein, oder vollkommen fehlen. Beispielsweise fehlen Männchen der Krabben fast immer die Pleopoden des 3. bis 5. Pleonsegments und den Weibchen das erste Paar.
Manchmal weisen die Endopoditen einen kleinen hakenförmigen Fortsatz auf, die Appendix interna, mit dem sich die Pleopoden eines Paares verhaken können, um eine gemeinsame Einheit zu bilden. Bei den zweiten Pleopoden der Männchen kann sich ein fingerförmiger Fortsatz am Endopoditen befinden, die Appendix masculina.
Bei Männchen können die ersten beiden Pleopoden als Hilfsorgane zur Begattung zu Gonopodien umgebildet sein. Weibchen der Zehnfußkrebse, mit Ausnahme aller Dendrobranchiata bis auf die Luciferidae, heften befruchtete Eier an die Pleopoden, wo sie bis zum Schlupf der Larven verbleiben. Bei Thymops birsteini verbleiben kurzzeitig auch die Larven an den Pleopoden des Muttertiers.
Die Gliedmaßen des sechsten abdominalen Segments (bei den Flohkrebsen diejenigen der drei letzten Segmente) werden als Uropoden bezeichnet.